# Vicus von Ettlingen
Der Vicus von Ettlingen war eine römische Zivilsiedlung (Vicus) im Bereich der Altstadt von Ettlingen. Der antike Name der Siedlung ist unbekannt.

## Lage
Der Vicus lag an einer Straßenkreuzung und an der Alb. Möglicherweise war die Alb ab Ettlingen auch für kleinere Schiffe und Lastenkräne befahrbar. Daraus folgend könnte der Ort als Umschlageplatz gedient haben, um Güter ab Ettlingen über den Landweg nach Portus (Pforzheim) weiter zu transportieren und von dort an über die Enz weiter bis in die Neckarregion. Ein Hafen konnte jedoch bisher noch nicht nachgewiesen werden.
Die Ost-West-Straße verlief vom linksrheinischen Gebiet weiter nach Pforzheim, Bad Cannstatt und Augusta Vindelicum (Augsburg). Die Nord-Süd-Verbindung wird auch als römische Bergstraße (strata montana) bezeichnet und verlief von Basel über Heidelberg bis zur Provinzhauptstadt Mogontiacum (Mainz).
Der Vicus von Ettlingen gehörte zur Verwaltung der Civitas Aurelia Aquensis mit Aquae (Baden-Baden) als Hauptort. Die benachbarten Vici waren im Süden Bibium, nordwestlich entlang der Alb der Vicus Grünwinkel, im Norden der Vicus Stettfeld und im Osten Portus (Pforzheim) und der Vicus Senotensis (Wilferdingen).

## Aufbau der Siedlung
Die Siedlung befand sich sowohl nördlich als auch südlich der Alb bis ungefähr zum heutigen Schloss. Schwerpunkt dürfte nach aktuellem Kenntnisstand der Bereich um die heutige Martinskirche gewesen sein.  Die Nord-Süd-Ausdehnung wird auf etwa 250 m geschätzt und die West-Ost-Ausdehnung auf etwa 200 m.
Vermutlich besaß die Alb in der römischen Ära Flussnebenarme. Einer davon befand sich wohl in der heutigen Lauergasse. Des Weiteren bestand wahrscheinlich ein Kanal in der heutigen Entengasse, wodurch sich die heutige Martinskirche auf einer Flussinsel befunden hätte. So erhielt der Archäologe Egon Schallmayer bei Ausgrabungen in den 1980er Jahren in diesem Bereich den Eindruck von Uferbefestigungen.
Ein Gräberfeld ist bisher noch nicht entdeckt worden. Lediglich ein einzelnes Grab im Bereich Seminarstraße/Färbergasse konnte 1987 festgestellt werden.

### Straßenverlauf
Die Nord-Süd-Straße konnte an mehreren Stellen südlich der Alb archäologisch nachgewiesen werden. So konnte 1986 bei der heutigen Schlossgartenhalle eine längere Strecke untersucht werden. Dabei entdeckte man auch eine Münze des Gordian III. im Erdreich unter der Straße, was auf Ausbesserungsarbeiten Mitte des 3. Jahrhunderts hinweist. Gebäudereste fanden sich in der Martinskirche, Leopoldstraße 36, Enten-/Johannesgasse und der Schlossgartenhalle. Nördlich der Alb verlief die Straße im Bereich der Färbergasse Richtung Seminarstraße. Keller wurden in der Färbergasse 9–13 entdeckt.
Eine Ost-West-Straße konnte im Hinterhof der Leopoldstraße 43 untersucht werden und besaß eine Breite von lediglich zwei Metern – möglicherweise handelt es sich hierbei lediglich um eine Nebenstraße. Anhand der Ausrichtung der Keller lässt sich der Verlauf dieser Straße erahnen. Diese fanden sich in der Leopoldstraße 43 und 46. Weitere Mauerreste sind aus der Enten-/Kirchgasse bekannt und weitere Funde lagen in der Dekaneigasse.
Die Kreuzung dieser beiden Straßen könnte im Bereich Leopoldstraße und Johannesgasse gelegen haben. Hinweise auf eine weitere Straße oder einen Pfad gibt es in der Hirschgasse 12.

### Wohngebäude
Wie in anderen dorfähnlichen Siedlungen zur Römerzeit waren die Wohnbauten als Streifenhäuser angelegt. Diese wiesen eine langrechteckige Grundform auf, deren schmale Giebelseite zur Straße hin ausgerichtet war. Die Grundstücke besaßen in der Regel im hinteren Teil weitere kleine Bauten wie Scheunen oder Brunnen. Der vordere Teil des Hauses wurde meist geschäftlich genutzt und war gewöhnlich unterkellert. Vier dieser Keller wurden in der heutigen Färbergasse entdeckt. Diese maßen zwischen 2,8 m × 3 m und 2,5 m × 1,7 m. Das Wohnhaus selbst wurde entweder in Holzfachwerkbau- oder Steinbauweise errichtet. Der häufige Fund von Ziegeln zeugt davon, dass zumindest in der letzten Bauphase die Dächer mit Tegulae und Imbrices gedeckt waren. Aufgrund der Überbauung seit dem Mittelalter sind viele detaillierte Aussagen nicht mehr möglich.

### Badegebäude

Grundmauern des Badegebäudes im Vicus von Ettlingen

Unter der heutigen St. Martinskirche befand sich das ehemalige Badegebäude. Ebenso konnte bei diesen Ausgrabungen ein benachbartes Gebäude teilweise freigelegt werden, dessen Funktion unbekannt ist. Die erste Ausgrabung fand in den Jahren 1933/1935 und 1937 statt und umfasste eine Fläche von 250 m². Weitere Grabungen gab es in den 1980er Jahren.
Die Kirche selbst wurde auf den Gebäuderesten des Badegebäudes errichtet. Die Fläche des Bades wird auf 15 m × 20 m geschätzt, allerdings konnte das Gebäude nicht vollständig ausgegraben werden und daher ist die Größenangabe mit Vorsicht zu genießen. Die Ausgrabungen in den 80er Jahren ergaben einen Trakt mit drei Räumlichkeiten. Der westlichste der drei nebeneinander liegenden Räume war hypokausiert. Bei diesem Trakt scheint es sich um den Heiß- und Warmbaderaum zu handeln. Ein Auskleideraum (Apodyterium) konnte nicht nachgewiesen werden, wurde jedoch auch meist aus Holz erbaut. Der nördliche Bereich hiervon, wo sich wahrscheinlich das Praefurnium befand, konnte nicht untersucht werden. Dagegen haben die Grabungen der 1930er-Jahre die Kaltbaderäume angetroffen. Es existierte dem Anschein nach ein halbrundes sowie ein rechteckiges Kaltwasserbecken.
Hinter der Badeanlage wurden Reste von Großbauten nachgewiesen.
Die Ruinen sind heute konserviert und öffentlich zugänglich.

### Töpferei
Im Bereich der heutigen Schlossgartenhalle gab es einen Töpferofen, und ca. 17 m davon entfernt befand sich ein 6,5 m × 11 m großes Steingebäude. In der ersten Bauphase bestand es aus zwei einfachen Räumen. In der zweiten Phase wurde im ersten Raum eine Fußbodenheizung eingebaut und der zweite wurde zu einem Hof umgewandelt. Wahrscheinlich gehörte dieses Bauwerk zur Töpferei.

## Geschichte
Aufgrund der nur sporadischen Funde und Ausgrabungen lässt sich die Siedlungsgeschichte nur schwer rekonstruieren. Bretter, die in einem Brunnen in der Leopoldstraße 36 geborgen wurden, werden mithilfe der Dendrochronologie in das Jahr 130 (±10 Jahre) datiert, eines der Bretter vielleicht sogar in das Jahr 108 (±10). Keramikfunde eines Töpfers aus Heiligenberg werden in die Jahre um 115/120 eingeordnet und konnten entlang der Nord-Süd-Achse aufgefunden werden. Die entdeckten Münzen sind mit 28 Stück in Ettlingen und Umgebung eher weniger aussagekräftig, allerdings bilden neun von diesen Kaiser Trajan (98–117 n. Chr.) ab. Insgesamt lässt sich hieraus grob eine Ortsgründung des Vicus von Ettlingen im 1. Quartal des 2. Jahrhunderts annehmen, was auch etwa zur Gründung der nördlich der römischen Bergstraße gelegenen Vici in Stettfeld und Wiesloch passen würde.
Gemäß der Datierung der Keramikfunde schätzt man, dass die Siedlung im zweiten Viertel des 2. Jahrhunderts von der Marktstraße im Westen bis zur Dekaneistraße 5 im Osten reichte. Die Nord-Süd-Ausdehnung war etwa von der Schlossgartenhalle bis zur St. Martinskirche. Die Ost-West-Ausdehnung war in der Frühzeit der Siedlung dadurch ungefähr doppelt so groß wie die Nord-Süd-Achse (200 m zu 100 m).
Während sich in manchen rechtsrheinischen Siedlungen schon ab den 220er-Jahren ein beginnender wirtschaftlicher und politischer Niedergang abzeichnete, ist ein solcher im Vicus von Ettlingen nicht so deutlich ausgeprägt. Eine Münze ermöglicht die Datierung von Ausbesserungsarbeiten an der Straße bei der Schlossgartenhalle in die Jahre nach 241–243 n. Chr. und damit noch auf ein gewisses Wohlstandsniveau. Brandspuren am Badegebäude werden ins 3. Jahrhundert datiert und könnten damit eventuell mit den sich in dieser Zeit häufenden germanischen Überfällen zusammenhängen.
Inwiefern nach dem Limesfall nach 260 n. Chr. der Ort noch besiedelt war, ist nicht ganz gesichert. Die jüngste römische Münze aus Ettlingen stammt aus der Zeit 350/353 n. Chr. (Kaiser Magnentius), allerdings handelt es sich bei dem Fundort sicherlich nicht um den originalen Verlustort. Insgesamt lassen sich mehrere Münzfundorte aus der Spätantike in der Umgebung von Ettlingen feststellen, was auch als Weiternutzung der Römerstraßen interpretiert werden kann. Einzelne Funde in der St. Martinskirche und nördlich der Alb lassen sich eventuell als alamannisch interpretieren und in das 4./5. Jahrhundert datieren.

## Fundobjekte

### Neptunstein
Im Jahr 1480 entdeckte man in der Nähe der heute abgegangenen Burg Fürstenzell eine Neptun-Sandsteinplatte mit folgender Inschrift:
In h(onorem) d(omus) d(ivinae) d(eo) Neptuno contubernio nautarum Cornelius Aliquandus d(e) s(uo) d(edit)
Zu Ehren des Kaiserhauses dem Gott Neptun (geweiht). Der Schiffergilde hat Cornelius Aliquandus (das Denkmal) von dem Seinigen geschenkt.
Ein contubernium nautarum ist als eine Art Verein (collegium) von Flößern oder Schiffern zu verstehen. Derartige Schiffer-Vereinigungen sind ansonsten für größere Orte an größeren Flüssen bekannt wie z. B. Marbach am Neckar, Como oder Lugdunum (Lyon). Daher wird der Stein meist angeführt, um die Schiffbarkeit der Alb zu belegen. Neptun war nicht nur Gott der Meere, sondern auch der Fließgewässer und Seen.

### Altar des Lucius Cornelius Agurinus
1939 entdeckte man einen Altarstein in Mörsch, der den Namen eines Decurios aus Ettlingen offenbarte: Lucius Cornelius Augurinus. Dem Gentilnamen nach könnte er mit Cornelius Aliquandus, dem Mitglied des Schifferkollegiums, verwandt sein.
In h(onorem) d(omus) d(ivinae) deo Mercurio et Maiiae aedem cum signis L(ucius) Cornelius Augurinus dec(urio) c(ivitatis) Aq(uensis) v(otum) s(olvit) l(ibens) l(aetus) m(erito)
Zu Ehren des Kaiserhauses (hat) dem Gott Merkur und der Maia einen Altar mit Bildwerken (gestiftet) Lucius Cornelius Augurinus, Decurio der Civitas Aquensis, in Erfüllung eines Gelübdes gerne, froh und nach Gebühr.
Die abschließende Formel lässt die Inschrift frühstens in die Mitte des 2. Jahrhunderts datieren und das Fehlen des Beinamens Aurelia im Namen der Civitas spätestens in das Jahr 213.
Ebenso ließ dieser Ratsherr einen Jupiter-Weihestein errichten, welcher 1851 geborgen wurde, aber nur unvollständig erhalten ist.

### Jupitergigantensäule
In der Pforzheimer Straße 27 wurde ein Wochengötterstein einer Jupitergigantensäule entdeckt. Die darauf abgebildeten Götter sind Sol, Luna, Mars, Merkur, Jupiter, Minerva (?) und Saturn. Ein weiterer Teil einer weiteren Säule wurde 1981 in der Kirchgasse gefunden. Es handelte sich hierbei um einen Torso eines Jupitergigantenreiters.